# Реково-Лемборське
Реково-Лемборське (пол. Rekowo Lęborskie, нім. Reckow) — село в Польщі, у гміні Нова Весь-Лемборська Лемборського повіту Поморського воєводства.
Населення — 241 особа (2011).
У 1975-1998 роках село належало до Слупського воєводства.

## Демографія
Демографічна структура станом на 31 березня 2011 року:
|          | Загалом | Допрацездатний вік | Працездатний вік | Постпрацездатний вік |
| -------- | ------- | ------------------ | ---------------- | -------------------- |
| Чоловіки | 128     | 37                 | 84               | 7                    |
| Жінки    | 113     | 37                 | 62               | 14                   |
| Разом    | 241     | 74                 | 146              | 21                   |